# Österreichischer Bauernbund
De Österreichischer Bauernbund (Nederlands: Oostenrijkse Boerenbond, ÖBB) is een deelorganisatie van de Österreichische Volkspartei (ÖVP) en behartigt de belangen van agrariërs. Na de ÖAAB, de ÖWB en de Österreichischer Seniorenbund is de ÖBB de voornaamste deelorganisatie van de ÖVP.
De ÖBB werd in 1919 opgericht onder de naam Österreichische Reichsbauernbund die tot 1938 bleef bestaan. Tijdens de vooroorlogse periode gaf onder andere Engelbert Dollfuss, de latere dictatoriale bondskanselier, in de jaren twintig als secretaris mede leiding aan de boerenbond. Na de Tweede Wereldoorlog werd de boerenbond, bestaande uit negen provinciale organisaties, heropgericht. Tegenwoordig telt de ÖBB rond de 300.000 leden en is vertegenwoordigd in de Landwirtschaftskammer, het corporatieve overlegorgaan van boerenorganisaties. De huidige bondsvoorzitter is Jakob Auer.
De ÖBB is geworteld in de christelijk-humanistische traditie en is de beginselen van ecologisch sociale markteconomie (Ökosoziale Marktwirtschaft) toegedaan. De ÖBB komt vooral op voor de belangen van kleine en middelgrote landbouwondernemingen. De ÖBB kent ook een jongerenorganisatie, de Österreichische Jungbauernschaft .